# Mazuko
Mazuko es una localidad peruana ubicada en la región Madre de Dios, provincia de Tambopata, distrito de Inambari. Es asimismo capital del distrito de Inambari. Se encuentra a una altitud de 359 m s. n. m. Tenía una población de 1458 habitantes en 1993.
La  actividades económicas de Mazuko están ligadas a extracción aurífera y maderera.

## Clima
| Parámetros climáticos promedio de Mazuko | Parámetros climáticos promedio de Mazuko | Parámetros climáticos promedio de Mazuko | Parámetros climáticos promedio de Mazuko | Parámetros climáticos promedio de Mazuko | Parámetros climáticos promedio de Mazuko | Parámetros climáticos promedio de Mazuko | Parámetros climáticos promedio de Mazuko | Parámetros climáticos promedio de Mazuko | Parámetros climáticos promedio de Mazuko | Parámetros climáticos promedio de Mazuko | Parámetros climáticos promedio de Mazuko | Parámetros climáticos promedio de Mazuko | Parámetros climáticos promedio de Mazuko |
| Mes                                      | Ene.                                     | Feb.                                     | Mar.                                     | Abr.                                     | May.                                     | Jun.                                     | Jul.                                     | Ago.                                     | Sep.                                     | Oct.                                     | Nov.                                     | Dic.                                     | Anual                                    |
| ---------------------------------------- | ---------------------------------------- | ---------------------------------------- | ---------------------------------------- | ---------------------------------------- | ---------------------------------------- | ---------------------------------------- | ---------------------------------------- | ---------------------------------------- | ---------------------------------------- | ---------------------------------------- | ---------------------------------------- | ---------------------------------------- | ---------------------------------------- |
| Temp. máx. media (°C)                    | 29.6                                     | 29.5                                     | 29.7                                     | 29.4                                     | 28.5                                     | 27.3                                     | 27.1                                     | 29.3                                     | 30.3                                     | 30.2                                     | 30.5                                     | 29.7                                     | 29.3                                     |
| Temp. media (°C)                         | 25                                       | 25                                       | 25                                       | 24.6                                     | 23.8                                     | 22.7                                     | 22.3                                     | 23.7                                     | 24.6                                     | 25.1                                     | 25.3                                     | 25.1                                     | 24.4                                     |
| Temp. mín. media (°C)                    | 20.5                                     | 20.6                                     | 20.3                                     | 19.9                                     | 19.2                                     | 18.1                                     | 17.6                                     | 18.2                                     | 19                                       | 20                                       | 20.2                                     | 20.6                                     | 19.5                                     |
| Fuente: climate-data.org                 |                                          |                                          |                                          |                                          |                                          |                                          |                                          |                                          |                                          |                                          |                                          |                                          |                                          |